# Daniel Chirinos
Daniel Lautaro Chirinos Flores (* 23. Juli 1922 in Tocopilla; † 20. April 1991 in Santiago) war ein chilenischer Fußballspieler und -trainer. Der Torwart gewann mit Audax Italiano drei Meistertitel. Mit 29 gehaltenen Elfmetern hält er seit den 1950er Jahren den Ligarekord.

## Karriere
Daniel Chirinos begann schon früh mit Sport, insbesondere Gymnastik, was die Grundlage für seine spätere Karriere als Torwart legte. In seiner Jugend spielte er außerdem Basketball, betrieb Leichtathletik und wurde Meister im Speerwerfen. Sein erstes Fußballteam war der Amateurclub Tocopilla Sporting, ehe er sich entschied, sich auf seine Fußballkarriere als Torwart zu konzentrieren. Im Alter von 16 Jahren wurde Chirinos von einem Funktionär des Teams Pedro de Valdivia entdeckt und wechselte in deren Jugendmannschaft. 1943 wurde er von Audax Italiano verpflichtet, wo er sofort Stammtorhüter wurde. In seiner 15-jährigen Karriere bei Audax gewann er die Meisterschaften 1946, 1948 und 1957 und wurde als einer der besten Torhüter seiner Zeit angesehen. Dennoch spielte er nie für die Nationalmannschaft, auch wenn er in den 1940er Jahren nominiert wurde. Zu dieser Zeit hatte Chile mehrere Torhüter auf internationalem Niveau, allen voran Sergio Livingstone. Trotz zahlreicher Angebote aus dem In- und Ausland blieb Chirinos Audax treu.
Sein Abschiedsspiel fand am 21. Dezember 1957 vor 25.000 Zuschauern im Estadio Nacional de Chile statt, wo er mit einem chilenischen Auswahlteam gegen Dynamo Moskau mit 1:0 gewann. Nach seiner aktiven Karriere arbeitete Chirinos als Trainer, unter anderem bei Audax Italiano in der Jugend und Ñublense. Er verstarb 1991 und wird bis heute als eine der größten Legenden von Audax Italiano verehrt.

## Erfolge
Audax
- Chilenischer Meister: 1946, 1948, 1957